# Кичке-Тан
Кичке-Тан — природный комплексный заказник регионального значения, расположенный в Агрызском районе Республики Татарстан и включающий в себя устьевой участок реки Иж и северо-восточную часть Нижнекамского водохранилища.

## История
Заказник был образован в соответствии с постановлением Кабинета министров Республики Татарстан от 16 сентября 1997 г. N 701 в связи с особой экологической ценностью природной системы устьевого участка реки Иж, где произрастает и обитает 25 видов растений и животных, занесённых в Красную книгу Республики Татарстан.

## Описание

### Расположение
Заказник занимает участок долины реки Иж в её нижнем течении восточнее села Кичкетан, западнее села Салауши и южнее села Крынды Агрызского района. Территория представляет собой равнину в юго-западной части, расчленённую оврагами и балками. Пойма Ижа представлена пониженной равниной.

### Почвы
На территории заказника широко распространены красноцветные песчано-глинистые отложения Татарского яруса, подстилаемые карбонатными серыми породами: известняками, доломитами, мергелями. В долинах реки Иж и её притоков Варзинки и Усы почвы развиваются на песчаных и глинистых аллювиях. Почвенный покров характеризуется следующими типами почв: темноцветные заболоченные глинистые, иловато-болотистые глинистые, торфянисто-болотные, торфяники, луговые чернозёмные тяжелосуглинистые, зернисто-пойменные тяжелосуглинистые, тонкослоисто-пойменные тяжелосуглинистые, грубослоисто-пойменные, прирусловые супесчаные слабозадерненные пески.

### Растительность
Территория заказника занята луговыми и лесными сообществами, травяными болотами и сельхозугодиями. Растительный мир заказника довольно разнообразен.

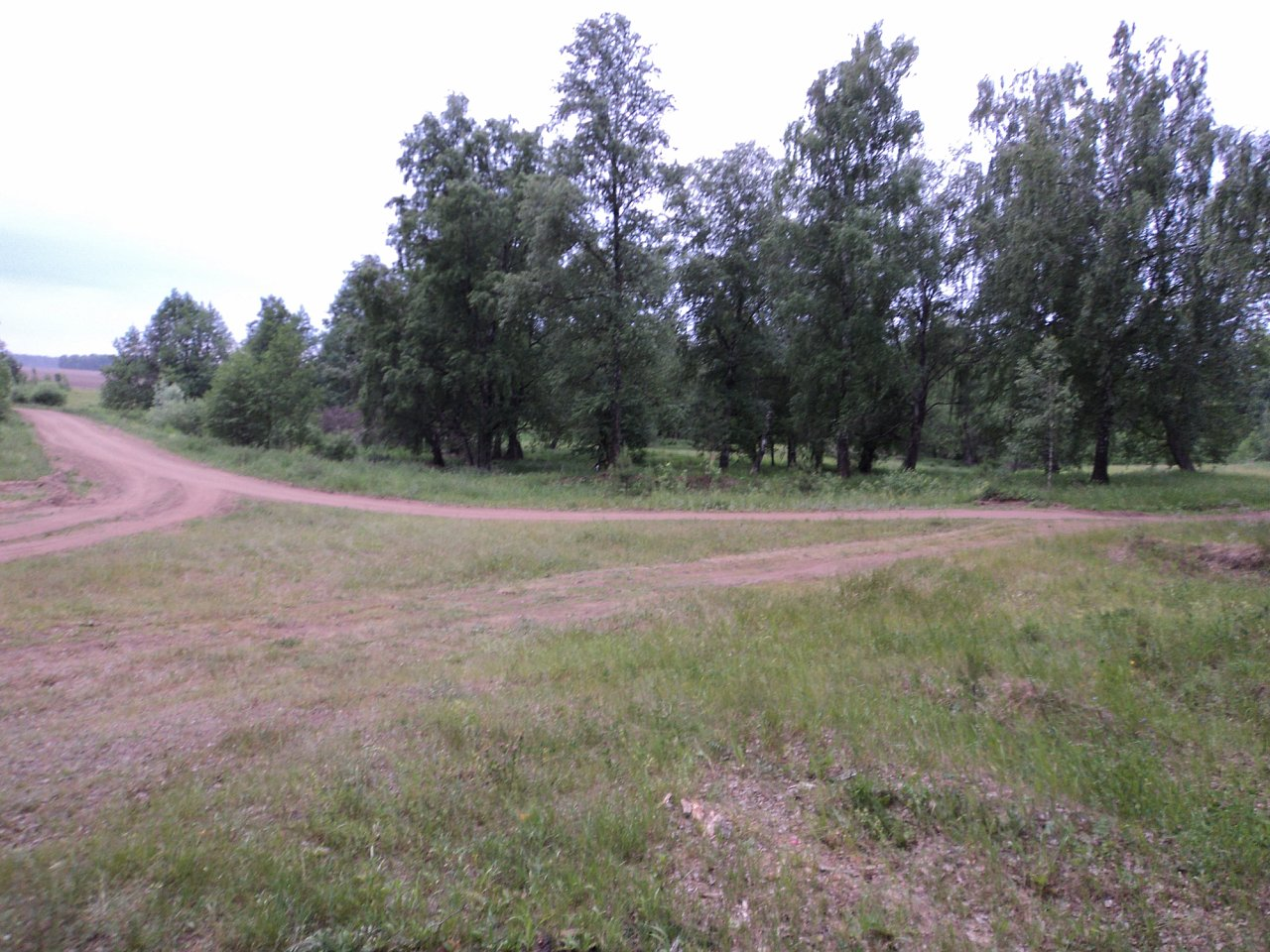

В геоботаническом отношении территория заказника находится в зоне подтаёжных лесов, сохранившихся в виде фрагментов. Особенностью территории является сохранившиеся долинные леса предуральского типа. Древесные породы представлены елью, липой, а также пихтой, дубом, вязом, осиной. В подлеске преобладают черёмуха, бересклет. Напочвенный покров слагают как неморальные, так и бореальные травянистые виды растений. К выходам песчаников приурочена сосна, хотя большинство сосняков имеют искусственное происхождение. Бо́льшую часть надпойменных террас, образованных на месте вырубленных в 1970-е годы лесов, занимают сообщества двух типов: мятликово-разнотравный и щучково-разнотравный.
Здесь произрастает более 10 видов растений, занесенных в Красную книгу Республики Татарстан: пальчатокоренник пятнистый, неоттианта клобучковая, кувшинка, рдест длиннейший и др.

### Животные

#### Птицы
На территории заказника отмечено 99 видов птиц. Наиболее многочисленны обыкновенная чечевица, камышевая овсянка, камышевка-барсучок, грач, болотная камышевка, жёлтая трясогузка, обыкновенный скворец, сорока, садовая славка, кряква, обыкновенная овсянка, чибис, пеночка-весничка, зяблик, серая славка, серая ворона, лесной конёк. В лесах в период осенних миграций зарегистрировано 56 видов, среди которых доминантами являются зяблик, обыкновенная овсянка, московка, весничка, желтоголовый королёк. В агроландшафте второй надпойменной террасы и луговых местообитаниях долины Ижа отмечено 55 видов: обыкновенная овсянка, бекас, полевой жаворонок, белая трясогузка. Отмечено более 12 видов, занесенных в Красную книгу Республики Татарстан: лебедь-шипун, полевой и луговой луни, орлан-белохвост, кулик-сорока, воробьиный сыч, серый журавль, золотистая щурка, кедровка, чеглок, большой улит, хохотунья и др.
В долине реки Иж орнитофауна представлена всеми экологическими группами: водоплавающие, околоводные, лесокустарниковые, птицы открытых пространств, что объясняется сложностью рельефа, мозаичностью растительного покрова, наличием водных и заболачиваемых участков.

#### Млекопитающие
Из охотничье-промысловых видов млекопитающих зарегистрированы кабан, лисица, барсук, заяц-русак, заяц-беляк, хорь лесной, американская норка, ондатра, бобр.
Среди мелких млекопитающих наиболее многочисленны рыжая полёвка и лесная мышь, несколько реже встречается желтогорлая мышь, в отдельные годы многочисленна обыкновенная бурозубка.
Из видов, занесенных в Красную книгу РТ, отмечены лесная мышовка и кутора.

#### Беспозвоночные
Почвенные беспозвоночные мезофауны представлены дождевыми червями, многоножками, кивсяками и насекомыми, среди которых наиболее многочисленны их личинки.

## Охрана
К основным задачам администрации заказника относятся сохранение и восстановление природных комплексов и их компонентов, биологического разнообразия, мест обитания животных и произрастания растений, занесенных в Красную книгу Республики Татарстан, регуляция рекреационной деятельности на территории заказника, организация и осуществление эколого-просветительской деятельности, организация и осуществление экологического туризма.